# Protopopinci
Protopopinci (izvirno srbsko Протопопинци; bolgarsko lъртопопинци) je naselje v Srbiji, ki upravno spada pod Občino Dimitrovgrad; slednja pa je del Pirotskega upravnega okraja.

## Demografija
V naselju živi 55 polnoletnih prebivalcev, pri čemer je njihova povprečna starost 68,0 let (66,1 pri moških in 70,0 pri ženskah). Naselje ima 32 gospodinjstev, pri čemer je povprečno število članov na gospodinjstvo 1,72.
To naselje je v glavnem bolgarsko (glede na popis iz leta 2002).
|  |

| Demografija | Demografija     | Demografija     |
| Leto        | Št. prebivalcev | Št. prebivalcev |
| ----------- | --------------- | --------------- |
|             |                 |                 |
|             |                 |                 |
|             |                 |                 |
|             |                 |                 |
| 1948        | 500             |                 |
| 1953        | 470             |                 |
| 1961        | 377             |                 |
| 1971        | 269             |                 |
| 1981        | 163             |                 |
| 1991        | 91              | 91              |
| 2002        | 58              | 55              |
|             |                 |                 |

| Etnična sestava po popisu iz leta 2002 | Etnična sestava po popisu iz leta 2002 | Etnična sestava po popisu iz leta 2002 | Etnična sestava po popisu iz leta 2002 | Etnična sestava po popisu iz leta 2002 |
| -------------------------------------- | -------------------------------------- | -------------------------------------- | -------------------------------------- | -------------------------------------- |
| Bolgari                                | Bolgari                                |                                        | 47                                     | 85,45%                                 |
| Srbi                                   | Srbi                                   |                                        | 6                                      | 10,90%                                 |
| Jugoslovani                            | Jugoslovani                            |                                        | 1                                      | 1,81%                                  |
| Neznano                                | Neznano                                |                                        | 0                                      | 0,0%                                   |